# Liste des U-Boote de la Seconde Guerre mondiale U-751 à U-1000
La liste des U-Boote de la Seconde Guerre mondiale U-751 à U-1000  est l'inventaire des sous-marins allemands utilisés par la Kriegsmarine pendant la Seconde Guerre mondiale.
La mise en service de ces U-Boote s'échelonne de 1941 à 1944.

NB: U-Boote est le pluriel de U-Boot en allemand.
La liste suivante est triée par numéro de désignation officielle des U-Boote.

## Légendes
- †  = Détruit par l'ennemi
- ?  = Disparu
- §  = Rendu à l'ennemi ou capturé
- ×  = Accident ou coulé
- R  = Retiré du service (mis à la casse, démolition ou autre opération)

## U-751 à U-800
| Désignation   | Type     | Mis en service             | Mis hors service                     |
| ------------- | -------- | -------------------------- | ------------------------------------ |
| U-751         | VII C    | 3 janvier 1941             | † 17 juillet 1942                    |
| U-752         | VII C    | 24 mai 1941                | † 23 mai 1943                        |
| U-753         | VII C    | 18 juin 1941               | † 13 mai 1943                        |
| U-754         | VII C    | 28 août 1941               | † 31 juillet 1942                    |
| U-755         | VII C    | 3 novembre 1941            | † 28 mai 1943                        |
| U-756         | VII C    | 30 décembre 1941           | † 1er septembre 1942                 |
| U-757         | VII C    | 18 février 1942            | † 8 janvier 1944                     |
| U-758         | VII C    | 5 mai 1942                 | † 16 mars 1945                       |
| U-759         | VII C    | 15 août 1942               | † 15 juillet 1943                    |
| U-760         | VII C    | 15 octobre 1942            | R 8 septembre 1943 § 23 juillet 1945 |
| U-761         | VII C    | 3 décembre 1942            | × 24 février 1944                    |
| U-762         | VII C    | 30 janvier 1943            | † 8 février 1944                     |
| U-763         | VII C    | 13 mars 1943               | × 29 janvier 1945                    |
| U-764         | VII C    | 6 mai 1943                 | § 14 mai 1945                        |
| U-765         | VII C    | 19 juin 1943               | † 6 mai 1944                         |
| U-766         | VII C    | 30 juillet 1943            | § 9 mai 1945                         |
| U-767         | VII C    | 11 septembre 1943          | † 18 juin 1944                       |
| U-768         | VII C    | 14 octobre 1943            | × 20 novembre 1943                   |
| U-769 à U-770 | VII C    | Suspendu 30 septembre 1943 | Annulé 22 juillet 1944               |
| U-771         | VII C    | 18 novembre 1943           | † 11 novembre 1944                   |
| U-772         | VII C    | 23 décembre 1943           | † 17 décembre 1944                   |
| U-773         | VII C    | 20 janvier 1944            | § 9 mai 1945                         |
| U-774         | VII C    | 17 février 1944            | † 8 avril 1945                       |
| U-775         | VII C    | 23 mars 1944               | § 9 mai 1945                         |
| U-776         | VII C    | 13 avril 1944              | § 20 mai 1945                        |
| U-777         | VII C    | 9 mai 1944                 | † 15 octobre 1944                    |
| U-778         | VII C    | 7 juillet 1944             | § 9 mai 1945                         |
| U-779         | VII C    | 24 août 1944               | § 5 mai 1945                         |
| U-780 à U-782 | VII C    | Suspendu 30 septembre 1943 | Annulé 22 juillet 1944               |
| U-783 à U-790 | VII C 42 | Suspendu 30 septembre 1943 | Annulé 6 novembre 1943               |
| U-791         | V 300    |                            | Annulé 7 août 1942                   |
| U-792         | XVII A   | 16 novembre 1943           | × 4 mai 1945                         |
| U-793         | XVII A   | 24 avril 1944              | × 4 mai 1945                         |
| U-794         | XVII A   | 14 novembre 1943           | × 5 mai 1945                         |
| U-795         | XVII A   | 2 avril 1944               | × 5 mai 1945                         |
| U-796 à U-797 | XVIII A  |                            | Annulé 27 mars 1944                  |
| U-798         | XVII K   | Non fini en mai 1945       |                                      |
| U-799 à U-800 |          | Non attribué               |                                      |

## U-801 à U-850
| Désignation   | Type     | Mis en service             | Mis hors service       |  |
| ------------- | -------- | -------------------------- | ---------------------- |  |
| U-801         | IX C 40  | 24 mars 1943               | † 17 mars 1944         |  |
| U-802         | IX C 40  | 12 juin 1943               | R 11 mai 1945          |  |
| U-803         | IX C 40  | 7 septembre 1943           | † 27 avril 1944        |  |
| U-804         | IX C 40  | 4 décembre 1943            | † 9 avril 1945         |  |
| U-805         | IX C 40  | 12 février 1944            | R 14 mai 1945          |  |
| U-806         | IX C 40  | 29 avril 1944              | R 8 mai 1945           |  |
| U-807 à U-812 | IX C 40  | Suspendu 30 septembre 1943 | Annulé 22 juillet 1944 |  |
| U-813 à U-816 | IX C 40  | Suspendu 30 septembre 1943 | Annulé 6 novembre 1943 |  |
| U-817 à U-820 |          | Non attribué               |                        |  |
| U-821         | VII C    | 11 octobre 1943            | † 10 juin 1944         |  |
| U-822         | VII C    | 1er juillet 1944           | × 5 mai 1945           |  |
| U-823 à U-824 | VII C    | Suspendu 6 novembre 1943   | Annulé 22 juillet 1944 |  |
| U-825         | VII C    | 4 mai 1944                 | R 13 mai 1945          |  |
| U-826         | VII C    | 11 mai 1944                | R 11 mai 1945          |  |
| U-827         | VII C 41 | 25 mai 1944                | × 5 mai 1945           |  |
| U-828         | VII C 41 | 17 juin 1944               | × 3 mai 1945           |  |
| U-829 à U-840 | VII C 41 | Suspendu 30 septembre 1943 | Annulé 22 juillet 1944 |  |
| U-841         | IX C 40  | 6 février 1943             | † 17 octobre 1943      |  |
| U-842         | IX C 40  | 1er mars 1943              | † 6 novembre 1943      |  |
| U-843         | IX C 40  | 24 mars 1943               | † 9 avril 1945         |  |
| U-844         | IX C 40  | 7 avril 1943               | † 16 octobre 1943      |  |
| U-845         | IX C 40  | 1er mai 1943               | † 10 mars 1944         |  |
| U-846         | IX C 40  | 29 mai 1943                | † 4 mai 1944           |  |
| U-847         | IX D2    | 23 janvier 1943            | † 27 août 1943         |  |
| U-848         | IX D2    | 20 février 1943            | † 5 novembre 1943      |  |
| U-849         | IX D2    | 11 mars 1943               | † 25 novembre 1943     |  |
| U-850         | IX D2    | 17 avril 1943              | † 20 décembre 1943     |  |

## U-851 à U-900
| Désignation   | Type    | Mis en service             | Mis hors service       |
| ------------- | ------- | -------------------------- | ---------------------- |
| U-851         | IX D2   | 31 mai 1943                | ? 27 mars 1944         |
| U-852         | IX D2   | 15 juin 1943               | × 3 mai 1944           |
| U-853         | IX C 40 | 25 juin 1943               | † 6 mai 1945           |
| U-854         | IX C 40 | 19 juillet 1943            | † 4 février 1944       |
| U-855         | IX C 40 | 2 août 1943                | ? 11 septembre 1944    |
| U-856         | IX C 40 | 19 août 1943               | † 7 avril 1944         |
| U-857         | IX C 40 | 16 septembre 1943          | ? 7 avril 1945         |
| U-858         | IX C 40 | 30 septembre 1943          | R 14 mai 1945          |
| U-859         | IX D2   | 8 juillet 1943             | † 23 septembre 1944    |
| U-860         | IX D2   | 12 août 1943               | † 15 juin 1944         |
| U-861         | IX D2   | 2 septembre 1943           | R 6 mai 1945           |
| U-862         | IX D2   | 7 octobre 1943             | R 6 mai 1945           |
| U-863         | IX D2   | 3 novembre 1943            | † 29 septembre 1944    |
| U-864         | IX D2   | 9 décembre 1943            | † 9 février 1945       |
| U-865         | IX C 40 | 25 octobre 1943            | ? 9 septembre 1944     |
| U-866         | IX C 40 | 17 novembre 1943           | † 18 mars 1945         |
| U-867         | IX C 40 | 12 décembre 1943           | † 19 septembre 1944    |
| U-868         | IX C 40 | 23 décembre 1943           | R 5 mai 1945           |
| U-869         | IX C 40 | 26 janvier 1944            | † 11 février 1945      |
| U-870         | IX C 40 | 3 février 1944             | † 30 mars 1945         |
| U-871         | IX D2   | 15 janvier 1944            | † 26 septembre 1944    |
| U-872         | IX D2   | 10 février 1944            | R 10 août 1944         |
| U-873         | IX D2   | 1er mars 1944              | R 16 mai 1945          |
| U-874         | IX D2   | 8 avril 1944               | R 8 mai 1945           |
| U-875         | IX D2   | 21 avril 1944              | R 8 mai 1945           |
| U-876         | IX D2   | 24 mai 1944                | × 3 mai 1945           |
| U-877         | IX C 40 | 24 mars 1944               | † 27 décembre 1944     |
| U-878         | IX C 40 | 14 avril 1944              | † 10 avril 1945        |
| U-879         | IX C 40 | 19 avril 1944              | † 30 avril 1945        |
| U-880         | IX C 40 | 11 mai 1944                | † 16 avril 1945        |
| U-881         | IX C 40 | 27 mai 1944                | † 6 mai 1945           |
| U-882         | IX C 40 |                            | † 30 mars 1945         |
| U-883         | IX D 42 | 27 mars 1944               | R 8 mai 1945           |
| U-884 à U-888 | IX D 42 | Suspendu 6 novembre 1943   | Annulé 22 juillet 1944 |
| U-889         | IX C 40 | 4 août 1944                | R 15 mai 1945          |
| U-890         | IX C 40 |                            | × 29 juillet 1944      |
| U-891         | IX C 40 |                            | × 30 mars 1945         |
| U-892         | IX C 40 |                            | × 23 septembre 1944    |
| U-893 à U-899 | IX C 40 | Suspendu 6 novembre 1943   | Annulé 22 juillet 1944 |
| U-900         | IX D 42 | Suspendu 30 septembre 1943 | Annulé 6 novembre 1943 |

## U-901 à U-950
| Désignation   | Type     | Mis en service             | Mis hors service         |
| ------------- | -------- | -------------------------- | ------------------------ |
| U-901         | VII C    | 29 avril 1944              | R 15 mai 1945            |
| U-902         | VII C    |                            | Annulé 22 juillet 1944   |
| U-903         | VII C    | 4 septembre 1943           | × 5 mai 1945             |
| U-904         | VII C    | 25 septembre 1943          | × 4 mai 1945             |
| U-905         | VII C    | 8 mars 1944                | † 27 mars 1945           |
| U-906         | VII C    | Non fini                   | × 31 décembre 1944       |
| U-907         | VII C    | 18 mai 1944                | R 9 mai 1945             |
| U-908         | VII C    | Non fini                   |                          |
| U-909 à U-912 | VII C 41 | Suspendu 30 septembre 1943 | Annulé 22 juillet 1944   |
| U-913 à U-918 | VII C 42 | Suspendu 30 septembre 1943 | Annulé 6 novembre 1943   |
| U-919 à U-920 |          | Non attribué               |                          |
| U-921         | VII C    | 30 mai 1943                | ? 24 septembre 1944      |
| U-922         | VII C    | 1er août 1943              | × 3 mai 1945             |
| U-923         | VII C    | 4 octobre 1943             | † 9 février 1945         |
| U-924         | VII C    | 20 novembre 1943           | × 3 mai 1945             |
| U-925         | VII C    | 30 décembre 1943           | ? 25 août 1944           |
| U-926         | VII C    | 29 février 1944            | R 1962                   |
| U-927         | VII C    | 27 juin 1944               | † 24 février 1945        |
| U-928         | VII C    | 11 juillet 1944            | R 9 mai 1945             |
| U-929         | VII C 41 | 6 septembre 1944           | × 1er mai 1945           |
| U-930         | VII C 41 | 6 décembre 1944            | R 9 mai 1945             |
| U-931 à U-932 | VII C 41 |                            | Annulé 23 septembre 1944 |
| U-933 à U-936 | VII C 41 | Suspendu 30 septembre 1943 | Annulé 22 juillet 1944   |
| U-937 à U-942 | VII C 42 | Suspendu 30 septembre 1943 | Annulé 6 novembre 1943   |
| U-943 à U-950 |          | Non attribué               |                          |

## U-951 à U-1000
| Désignation | Type     | Mis en service       | Mis hors service    |
| ----------- | -------- | -------------------- | ------------------- |
| U-951       | VII C    | 3 décembre 1942      | † 7 juillet 1943    |
| U-952       | VII C    | 10 décembre 1942     | † 6 août 1944       |
| U-953       | VII C    | 17 décembre 1942     | R 9 mai 1945        |
| U-954       | VII C    | 23 décembre 1942     | † 19 mai 1943       |
| U-955       | VII C    | 31 décembre 1942     | † 7 juin 1944       |
| U-956       | VII C    | 6 janvier 1943       | R 13 mai 1945       |
| U-957       | VII C    | 7 janvier 1943       | R 21 octobre 1944   |
| U-958       | VII C    | 14 janvier 1943      | × 3 mai 1945        |
| U-959       | VII C    | 21 janvier 1943      | † 2 mai 1944        |
| U-960       | VII C    | 28 janvier 1943      | † 19 mai 1944       |
| U-961       | VII C    | 4 février 1943       | † 29 mars 1944      |
| U-962       | VII C    | 11 février 1943      | † 8 avril 1944      |
| U-963       | VII C    | 17 février 1943      | × 20 mai 1945       |
| U-964       | VII C    | 18 février 1943      | † 16 octobre 1943   |
| U-965       | VII C    | 25 février 1943      | † 30 mars 1945      |
| U-966       | VII C    | 4 mars 1943          | † 10 novembre 1943  |
| U-967       | VII C    | 11 mars 1943         | × 11 août 1944      |
| U-968       | VII C    | 18 mars 1943         | R 16 mai 1945       |
| U-969       | VII C    | 29 mai 1942          | † 19 août 1944      |
| U-970       | VII C    | 25 mars 1943         | † 8 juin 1944       |
| U-971       | VII C    | 1er avril 1943       | † 24 juin 1944      |
| U-972       | VII C    | 8 avril 1943         | ? 15 décembre 1943  |
| U-973       | VII C    | 15 avril 1943        | † 6 mars 1944       |
| U-974       | VII C    | 22 avril 1943        | † 19 avril 1944     |
| U-975       | VII C    | 29 avril 1943        | R 9 mai 1945        |
| U-976       | VII C    | 5 mai 1943           | † 25 mars 1944      |
| U-977       | VII C    | 6 mai 1943           | R 17 août 1945      |
| U-978       | VII C    | 12 mai 1943          | R 9 mai 1945        |
| U-979       | VII C    | 20 mai 1943          | × 24 mai 1945       |
| U-980       | VII C    | 27 mai 1943          | † 11 juin 1944      |
| U-981       | VII C    | 3 juin 1943          | † 12 août 1944      |
| U-982       | VII C    | 10 juin 1943         | † 9 avril 1945      |
| U-983       | VII C    | 16 juin 1943         | × 8 septembre 1943  |
| U-984       | VII C    | 17 juin 1943         | † 20 août 1944      |
| U-985       | VII C    | 24 juin 1943         | × 15 novembre 1944  |
| U-986       | VII C    | 1er juillet 1943     | ? 10 avril 1944     |
| U-987       | VII C    | 8 juillet 1943       | † 15 juin 1944      |
| U-988       | VII C    | 15 juillet 1943      | † 22 juin 1944      |
| U-989       | VII C    | 22 juillet 1943      | † 14 février 1945   |
| U-990       | VII C    | 28 juillet 1943      | † 25 mai 1944       |
| U-991       | VII C    | 29 juillet 1943      | R 9 mai 1945        |
| U-992       | VII C    | 2 août 1943          | R 9 mai 1945        |
| U-993       | VII C    | 19 août 1943         | † 4 octobre 1944    |
| U-994       | VII C    | 2 septembre 1943     | R 9 mai 1945        |
| U-995       | VII C 41 | 16 septembre 1943    | R 1965              |
| U-996       | VII C 41 | Non fini en mai 1945 |                     |
| U-997       | VII C 41 | 23 septembre 1943    | R 9 mai 1945        |
| U-998       | VII C 41 | 7 octobre 1943       | × 27 juin 1944      |
| U-999       | VII C 41 | 21 octobre 1943      | × 5 mai 1945        |
| U-1000      | VII C 41 | 4 novembre 1943      | × 29 septembre 1944 |

### Sources
- (de) Cet article est partiellement ou en totalité issu de l’article de Wikipédia en allemand intitulé « Liste deutscher U-Boote (1935–1945)/U 751–U 1000 » (voir la liste des auteurs).

- (en) Cet article est partiellement ou en totalité issu de l’article de Wikipédia en anglais intitulé « List of U-boats of Germany » (voir la liste des auteurs).